# Grootcirkelnavigatie

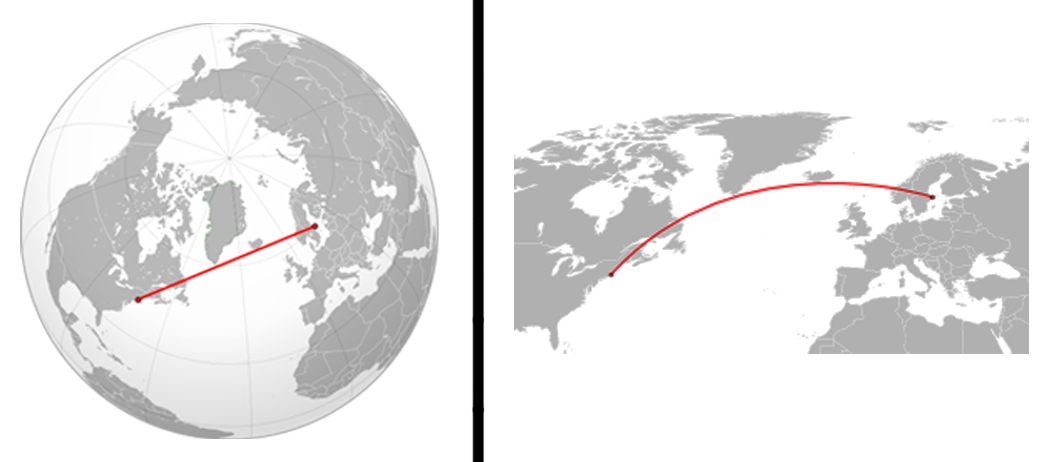
De grootcirkel legt de kortste afstand vast tussen twee punten op een bol. Bij de orthografische azimutale projectie links met de grootcirkel ongeveer op een middellijn van de kaart is dit ongeveer een rechte lijn, bij de Robinsonprojectie rechts niet

Grootcirkelnavigatie is het navigeren naar een bepaalde positie langs de grootcirkel (orthodroom). Voor twee verschillende punten op een boloppervlak is de kortste van de twee routes over de grootcirkel op de bol de kortste van alle routes over het boloppervlak tussen de twee punten. Grootcirkelnavigatie wordt vooral toegepast bij grotere afstanden. Bij kortere afstanden weegt de geringe bekorting ten opzichte van loxodroomnavigatie niet op tegen de nadelen. Deze nadelen zijn dat naarmate de grootcirkel op hogere breedte komt - dichter bij de polen, de koers continu verandert en de grootcirkel geen rechte lijn is op de mercatorkaart.
Het grootcirkeltraject kan worden bepaald in een gnomonische kaart of met behulp van boldriehoeksmeting.

## Boldriehoeksmeting

Boldriehoek

Met boldriehoeksmeting kan de verheid (afstand) tussen twee punten worden bepaald, de koers van afvaart, de vertex en eventueel een samengesteld traject als de breedte te hoog wordt.

### Verheid
De verheid {\displaystyle AB} tussen punt {\displaystyle A} met breedte {\displaystyle \varphi _{A}} en lengte {\displaystyle \lambda _{A}} en punt {\displaystyle B} met breedte {\displaystyle \varphi _{B}} en lengte {\displaystyle \lambda _{B}} kan bepaald worden aan de hand van boldriehoek {\displaystyle AP_{n}B} met behulp van de eerste cosinusregel. Daarbij is de zijde {\displaystyle AP_{n}} het complement van de breedte {\displaystyle \varphi _{A}}, de zijde {\displaystyle P_{n}B} het complement van de breedte {\displaystyle \varphi _{B}} en de hoek {\displaystyle \angle P_{n}} het lengteverschil {\displaystyle \Delta \lambda _{AB}} tussen vertrekpunt {\displaystyle A} en bestemming {\displaystyle B}.In graden geldt:
{\displaystyle \cos AB=\cos(90^{\circ }-\varphi _{A})\cdot \cos(90^{\circ }-\varphi _{B})+\sin(90^{\circ }-\varphi _{A})\cdot \sin(90^{\circ }-\varphi _{B})\cdot \cos(\lambda _{B}-\lambda _{A})}
{\displaystyle =\sin \varphi _{A}\cdot \sin \varphi _{B}+\cos \varphi _{A}\cdot \cos \varphi _{B}\cdot \cos(\lambda _{B}-\lambda _{A})}
De verheid {\displaystyle V_{\text{grc}}} in zeemijlen wordt dan
{\displaystyle \arccos(\sin \varphi _{A}\cdot \sin \varphi _{B}+\cos \varphi _{A}\cdot \cos \varphi _{B}\cdot \cos(\lambda _{B}-\lambda _{A}))}
in boogminuten.

### Koers
De koers van afvaart {\displaystyle \mathrm {GrK} _{\text{afv}}} kan bepaald worden met:
{\displaystyle K=\arccos {\frac {\sin \varphi _{B}-\sin \varphi _{A}\cdot \cos AB}{\cos \varphi _{A}\cdot \sin AB}}}
waarbij de koers gelijk is aan {\displaystyle K} als {\displaystyle \lambda _{B}-\lambda _{A}>0}, anders geldt {\displaystyle \mathrm {GrK} =360^{\circ }-K}.
Door {\displaystyle A} en {\displaystyle B} te verwisselen kan de koers van aankomst worden berekend waarbij de tegenkoers moet worden genomen van de uitkomst. De hoekverandering van de grootcirkel ten opzichte van de meridianen over {\displaystyle A} en {\displaystyle B} wordt convergentie genoemd.

### Vertex
De vertex {\displaystyle V} is het punt waar de grootcirkel de hoogste breedte bereikt. Dit is het punt waar de meridiaan de grootcirkel loodrecht snijdt en bij rechthoekige boldriehoeken zoals {\displaystyle AP_{n}V} kan de Regel van Neper worden gebruikt. Het lengteverschil tussen het punt van afvaart en de vertex kan gevonden worden met:
{\displaystyle \tan \Delta \lambda _{AV}={\frac {1}{\tan GrK\cdot \sin \varphi _{A}}}}
Met de hoek {\displaystyle \angle A} ({\displaystyle =\mathrm {GrK} _{\text{afv}}}) en de breedte {\displaystyle \varphi _{A}} kan zowel de breedte als de lengte van {\displaystyle V} worden bepaald.
Voor de lengte van de vertex {\displaystyle \lambda _{V}} geldt dan:
{\displaystyle \lambda _{V}=\lambda _{A}V+\Delta \lambda _{AV}}
De breedte van de vertex {\displaystyle \varphi _{V}} is te vinden met:
{\displaystyle \tan \varphi _{V}={\frac {\tan \varphi _{A}}{\cos \Delta \lambda _{AV}}}}

### Snijpunt parallel
De lengte {\displaystyle \lambda _{P}} waar de grootcirkel een parallel met breedte {\displaystyle \varphi _{P}} snijdt, kan gevonden worden met:
{\displaystyle \cos \Delta \lambda _{PV}={\frac {\tan \varphi _{P}}{\tan \varphi _{V}}}}
De grootcirkel snijdt de parallel bij twee lengtes:
{\displaystyle \lambda _{P}=\lambda _{V}\pm \lambda _{PV}}

### Snijpunt meridiaan
De breedte {\displaystyle \varphi _{P}} waar de grootcirkel een meridiaan met lengte {\displaystyle \lambda _{P}} snijdt, kan gevonden worden met:
{\displaystyle \tan \varphi _{P}=\tan \varphi _{V}\cdot \cos \Delta \lambda _{PV}}

### Passeerafstand tot een positie
De kortste naderingsafstand {\displaystyle KNA} van de grootcirkel tot een bepaalde positie {\displaystyle R} wordt bepaald met:
{\displaystyle \sin KNA={\frac {\sin \Delta \varphi _{RP}\cdot \cos \varphi _{V}}{\cos \varphi _{P}}}}
waaruit {\displaystyle KNA} in graden volgt. Door deze met 60 te vermenigvuldigen, volgt de afstand in zeemijlen.

### Samengesteld traject

Een samengesteld traject bestaande uit een grootcirkel, een loxodroom en een grootcirkel. De beide grootcirkels volgen niet de rechtstreekse grootcirkel tussen en

Als de grootcirkel de reis naar te hoge breedte brengt, kan een samengesteld traject (composite track) worden gevolgd. Daarbij wordt van vertrekpunt {\displaystyle A} een grootcirkel gevolgd die in {\displaystyle C} loodrecht raakt aan de bewuste parallel {\displaystyle \varphi _{V}}. Deze parallel wordt gevolgd tot het raakpunt {\displaystyle D} met de tweede grootcirkel, waarna men deze volgt tot de bestemming {\displaystyle B}.
De lengtegraad van punt {\displaystyle C} kan gevonden worden met:
{\displaystyle \cos \Delta \lambda _{AC}={\frac {\tan \varphi _{A}}{\tan \varphi _{V}}}}
De lengtegraad van punt {\displaystyle D} kan gevonden worden met:
{\displaystyle \cos \Delta \lambda _{DB}={\frac {\tan \varphi _{B}}{\tan \varphi _{V}}}}
De eerste grootcirkelafstand kan bepaald worden met:
{\displaystyle \cos AC={\frac {\sin \varphi _{A}}{\sin \varphi _{V}}}}
De tweede grootcirkelafstand volgt uit:
{\displaystyle \cos DB={\frac {\sin \varphi _{B}}{\sin \varphi _{V}}}}
De afstand {\displaystyle CD} is te bepalen aan de hand van loxodroomnavigatie:
{\displaystyle V_{CD}=60\cdot \Delta \lambda _{CD}\cdot \cos \varphi _{V}}
Daarbij geldt dat:
{\displaystyle \Delta \lambda _{CD}=\Delta \lambda _{AB}-\Delta \lambda _{AC}-\Delta \lambda _{DB}}
Koersen kunnen bepaald worden met de eerdergenoemde methode.

## Oblate sferoïde
De vorm van de Aarde wordt beter benaderd door een oblate sferoïde dan door een bol. Bij de bovenstaande formules wordt ervan uitgegaan dat een boogminuut overeenkomt met een zeemijl van 1852 m. In werkelijkheid is een minuut bij de polen ongeveer 1861 m en bij de evenaar 1843 m. Er zijn diverse referentie-ellipsoïdes in gebruik, afhankelijk van het gebied dat geprojecteerd moet worden. Niet de grootcirkel, maar de geodeet is hier de kortste verbinding tussen twee punten. Berekeningen worden gemaakt aan de hand van de geografische of geodetische breedte {\displaystyle \varphi } of de gereduceerde breedte {\displaystyle \beta }. Er zijn verschillende methodes om tot een oplossing te komen voor de navigatiegrootheden. Door het Naval Oceanographic Office wordt de Andoyer-Lambert-methode gebruikt die hieronder volgt.
De geodetische breedte wordt omgezet naar de gereduceerde breedte met de formule:
{\displaystyle \tan \beta ={\frac {b}{a}}\tan \varphi }
waarbij {\displaystyle a} de equatoriale straal is en {\displaystyle b} de polaire straal van de specifieke ellipsoïde.

### Verheid
Het azimut {\displaystyle T} van {\displaystyle A} naar {\displaystyle B} volgt uit:
{\displaystyle \cos T={\frac {\sin \Delta \lambda _{AB}}{\cos \beta _{A}\cdot \tan \beta _{B}-\sin \beta _{A}\cdot \cos \Delta \lambda _{AB}}}}
De sferische afstand {\displaystyle \sigma } volgt uit:
{\displaystyle \cos \sigma =\sin \beta _{A}\cdot \sin \beta _{B}+\cos \beta _{A}\cdot \cos \beta _{B}\cdot \cos \Delta \lambda _{AB}}

## Volgen grootcirkel

De grootcirkel in de mercatorkaart (streeplijn) kan benaderd worden met meerdere loxodromen. Bij koordennavigatie (rood) blijft men aan de holle zijde van de grootcirkel, aan de kant van de evenaar. Bij raaklijnennavigatie (blauw) blijft men aan de bolle zijde van de grootcirkel, aan de kant van de pool

Tijdens het volgen van de grootcirkel verandert de koers voortdurend. In de praktijk wordt de grootcirkel dan ook wel opgedeeld in meerdere loxodromen. Dit kan met behulp van een koordennavigatie of via raaklijnennavigatie.
In een gnomonische kaart is de grootcirkel een rechte lijn. In deze kaart kunnen snijpunten van de grootcirkel met parallellen en meridianen bepaald worden die vervolgens kunnen worden overgezet in mercatorkaarten. Door deze punten kan een kromme getrokken worden die de grootcirkel benadert. Daarbij is de bolle zijde naar de pool van het betrokken halfrond gericht. De snijpunten kunnen ook worden berekend met de hierboven gegeven formules.

### Koordennavigatie
Het opdelen van de grootcirkel kan door in een mercatorkaart vanuit het vertrekpunt van een bepaalde afstand het snijpunt te bepalen met de grootcirkel. Tussen deze twee punten kan een koorde getrokken worden, een loxodroom. Dit kan herhaald worden tot de bestemming bereikt is. Hierbij blijft men aan de holle zijde van de grootcirkel.

### Raaklijnennavigatie
Het opdelen kan ook door telkens koersveranderingen van bijvoorbeeld een graad te maken. De koers van afvaart wordt dan gevolgd tot deze een graad verschilt van de koers van afvaart van de positie waar men zich dan bevindt. Er wordt dan een raaklijn aan een nieuwe grootcirkel gevolgd tot er opnieuw een koersverschil van een graad is bereikt. Hierbij blijft men aan de bolle zijde van de grootcirkel.